# Sergio González
Sergio González Soriano (L'Hospitalet de Llobregat, 10 november 1976), alias Sergio, is een Spaans voormalig profvoetballer en huidig voetbaltrainer die bij voorkeur als middenvelder speelde. Hij speelde van 1994 tot en met 2011 voor achtereenvolgens Hospitalet, Espanyol, Deportivo La Coruña en Levante. Sergio was van 2001 tot en met 2005 ook actief voor het Spaans voetbalelftal, waarvoor hij elf wedstrijden speelde. Na zijn voetbalcarrière begon Sergio als assistent-trainer bij Espanyol B.

## Clubcarrière
Sergio begon als profvoetballer bij Hospitalet in de Segunda División B en kwam daarna bij Espanyol terecht. Na enkele seizoenen in het tweede elftal te hebben gespeeld, kwam de Catalaan in het seizoen 1997/98 bij de hoofdmacht. In 2000 won Sergio met Espanyol de Copa del Rey. In 2001 maakte hij de overstap naar Deportivo La Coruña. Bij deze club veroverde Sergio in 2002 opnieuw de Copa del Rey. Tevens won hij met Deportivo de Supercopa de España (2002) en de UEFA Intertoto Cup (2008). Sergio sloot zijn voetbalcarrière af bij Levante.

## Interlandcarrière
Sergio debuteerde op 24 maart 2001 in het Spaanse nationale team tegen Liechtenstein. Hij behoorde tot de selectie voor het WK 2002. Door de sterke concurrentie voor de positie van centrale middenvelder met onder anderen Xavi Hernández, David Albelda en Francesc Fàbregas speelde Sergio na 2005 geen interland meer. Voor het Catalaans elftal was hij wel een vaste waarde.
| Interlands van Sergio González     | Interlands van Sergio González | Interlands van Sergio González | Interlands van Sergio González | Interlands van Sergio González | Interlands van Sergio González |
| №                                  | Datum                          | Wedstrijd                      | Uitslag                        | Competitie                     | Goals                          |
| Als speler van RCD Espanyol        | Als speler van RCD Espanyol    | Als speler van RCD Espanyol    | Als speler van RCD Espanyol    | Als speler van RCD Espanyol    | Als speler van RCD Espanyol    |
| ---------------------------------- | ------------------------------ | ------------------------------ | ------------------------------ | ------------------------------ | ------------------------------ |
| 1                                  | 24 maart 2001                  | Spanje – Liechtenstein         | 5 – 0                          | WK-kwalificatie                | 0                              |
| 2                                  | 25 april 2001                  | Spanje – Japan                 | 1 – 0                          | Vriendschappelijk              | 0                              |
| Als speler van Deportivo La Coruña |                                |                                |                                |                                |                                |
| 3                                  | 14 november 2001               | Spanje – Mexico                | 1 – 0                          | Vriendschappelijk              | 0                              |
| 4                                  | 27 maart 2002                  | Nederland – Spanje             | 1 – 0                          | Vriendschappelijk              | 0                              |
| 5                                  | 17 april 2002                  | Noord-Ierland – Spanje         | 0 – 5                          | Vriendschappelijk              | 0                              |
| 6                                  | 12 juni 2002                   | Zuid-Afrika – Spanje           | 2 – 3                          | WK-eindronde                   | 0                              |
| 7                                  | 21 augustus 2002               | Hongarije – Spanje             | 1 – 1                          | Vriendschappelijk              | 0                              |
| 8                                  | 30 april 2003                  | Spanje – Ecuador               | 4 – 0                          | Vriendschappelijk              | 0                              |
| 9                                  | 7 juni 2003                    | Spanje – Griekenland           | 0 – 1                          | EK-kwalificatie                | 0                              |
| 10                                 | 11 juni 2003                   | Noord-Ierland – Spanje         | 0 – 0                          | EK-kwalificatie                | 0                              |
| 11                                 | 17 augustus 2005               | Spanje – Uruguay               | 2 – 0                          | Vriendschappelijk              | 0                              |

## Clubstatistieken
| Seizoen | Club                | Land            | Competitie         | Wedstrijden | Doelpunten |
| ------- | ------------------- | --------------- | ------------------ | ----------- | ---------- |
| 1994/95 | Hospitalet          | Vlag van Spanje | Segunda División B | 11          | 2          |
| 1995/96 | Espanyol B          | Vlag van Spanje | Segunda División B | 36          | 4          |
| 1996/97 | Espanyol B          | Vlag van Spanje | Segunda División B | 34          | 2          |
| 1997/98 | Espanyol B          | Vlag van Spanje | Segunda División B | 30          | 5          |
| 1997/98 | Espanyol            | Vlag van Spanje | Primera División   | 6           | 1          |
| 1998/99 | Espanyol            | Vlag van Spanje | Primera División   | 34          | 0          |
| 1999/00 | Espanyol            | Vlag van Spanje | Primera División   | 32          | 0          |
| 2000/01 | Espanyol            | Vlag van Spanje | Primera División   | 37          | 4          |
| 2001/02 | Deportivo La Coruña | Vlag van Spanje | Primera División   | 38          | 4          |
| 2002/03 | Deportivo La Coruña | Vlag van Spanje | Primera División   | 37          | 3          |
| 2003/04 | Deportivo La Coruña | Vlag van Spanje | Primera División   | 37          | 3          |
| 2004/05 | Deportivo La Coruña | Vlag van Spanje | Primera División   | 34          | 3          |
| 2005/06 | Deportivo La Coruña | Vlag van Spanje | Primera División   | 36          | 3          |
| 2006/07 | Deportivo La Coruña | Vlag van Spanje | Primera División   | 28          | 2          |
| 2007/08 | Deportivo La Coruña | Vlag van Spanje | Primera División   | 32          | 5          |
| 2008/09 | Deportivo La Coruña | Vlag van Spanje | Primera División   | 28          | 4          |
| 2009/10 | Deportivo La Coruña | Vlag van Spanje | Primera División   | 24          | 0          |
| 2010/11 | Levante             | Vlag van Spanje | Primera División   | 14          | 2          |

## Erelijst
Espanyol
- Copa del Rey: 1999/00

 Deportivo La Coruña
- Copa del Rey: 2001/02
- Supercopa de España: 2002
- UEFA Intertoto Cup: 2008

1 Casillas ·
2 Torres ·
3 Juanfran ·
4 Helguera ·
5 Puyol ·
6 Hierro  ·
7 Raúl ·
8 Baraja ·
9 Morientes ·
10 Tristán ·
11 De Pedro ·
12 Luque ·
13 Ricardo ·
14 Albelda ·
15 Romero ·
16 Mendieta ·
17 Valerón ·
18 Sergio ·
19 Xavi ·
20 Nadal ·
21 Enrique ·
22 Joaquín ·
23 Contreras ·
Coach: Camacho